# Ан-сюр-Лес (печера)

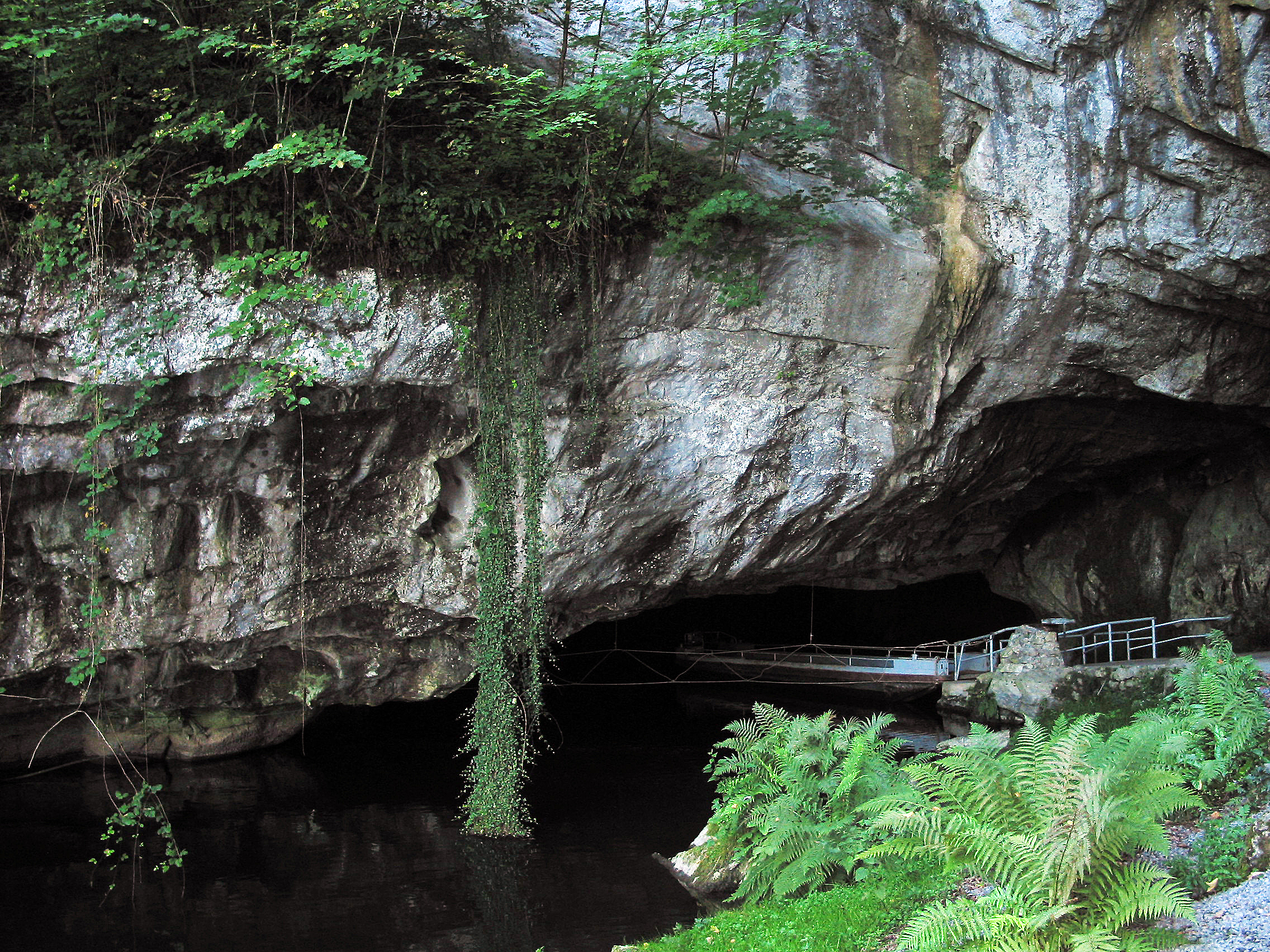

Ан-сюр-Лес (фр. Grottes de Han-sur-Lesse або фр. Grottes de Han) — печера природного походження, один з головних туристичних об'єктів Бельгії, привертає близько півмільйона відвідувачів на рік. Розташована недалеко від однойменного села в провінції Намюр.
Печера утворилася в результаті карстового розчинення породи вапнякового пагорба під дією річки Лес, що протікає під пагорбом на відстані близько кілометра. Усередині печери утримується постійна температура 13 °C і високий рівень вологості. Потрапити до печери можна тільки на спеціальному екскурсійному старому трамваї, що курсує з центру села. Від села до входу в печеру трамвай проїжджає близько двох кілометрів. Екскурсія триває в середньому годину-півтори і містить у собі світлове шоу в найбільшому підземному залі, човнову прогулянку і залп з гармати, що демонструє акустику Ан-сюр-Лес.

## Галерея зображень

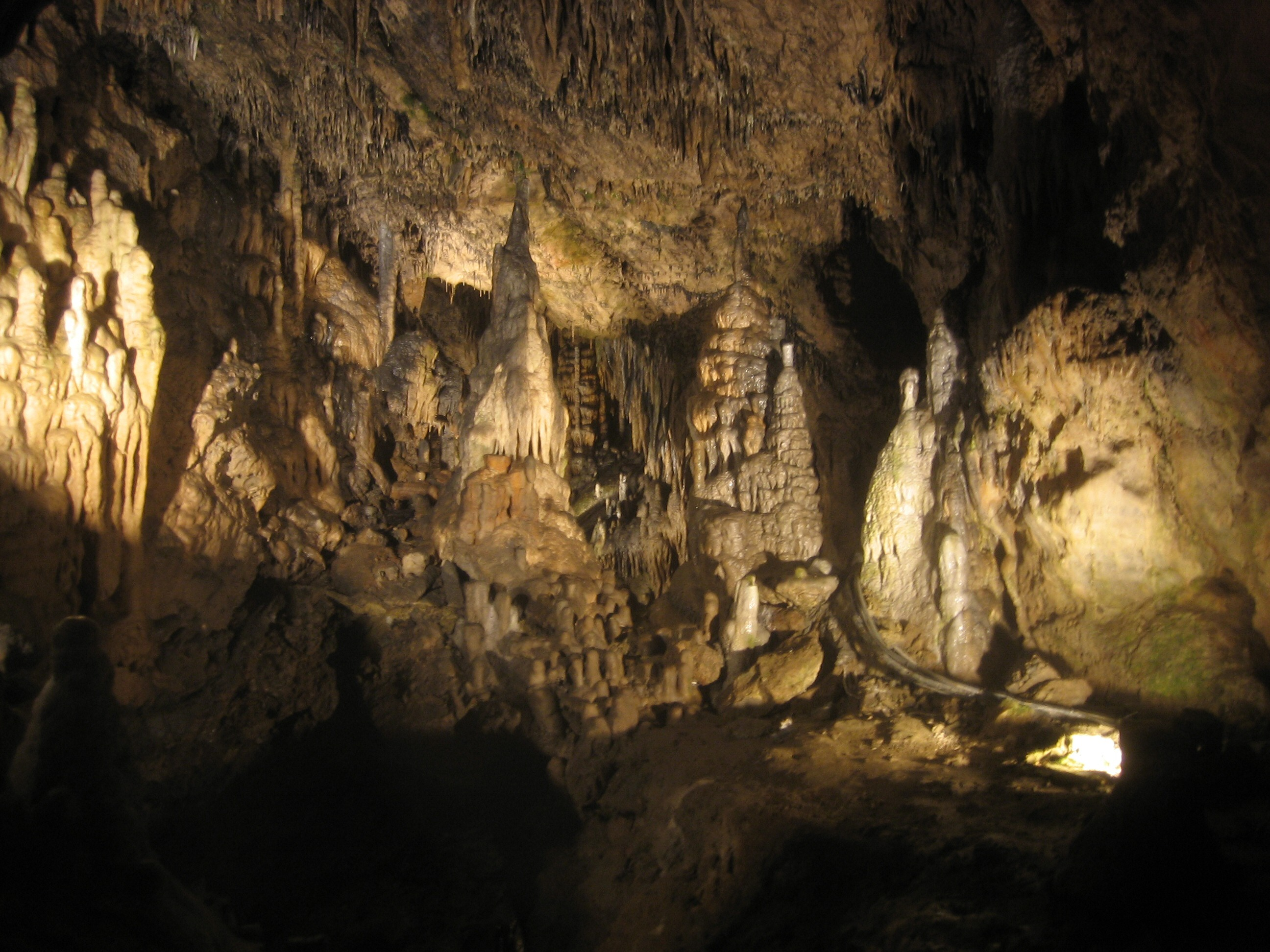
Один із залів Ан-сюр-Лес
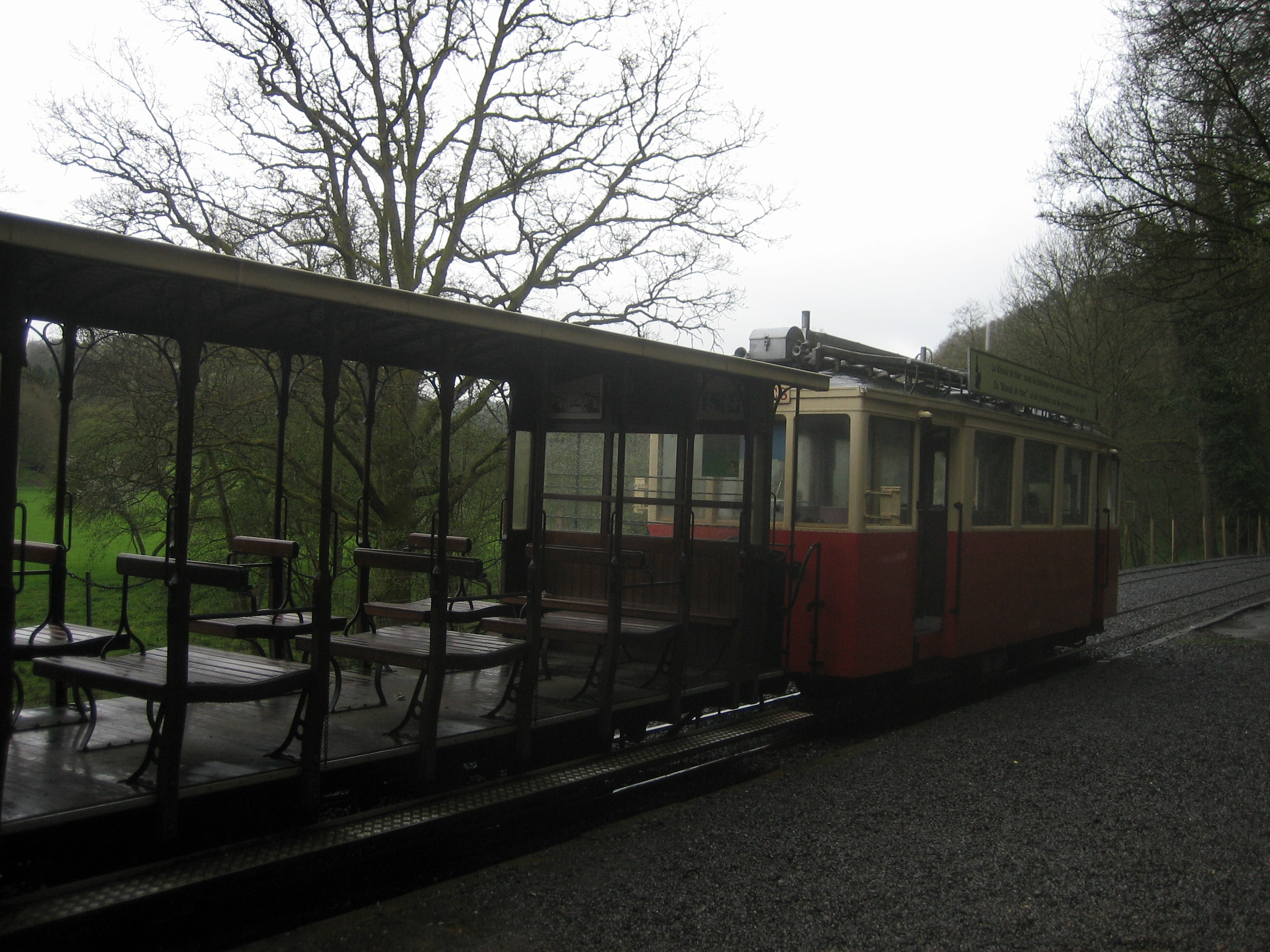
Трамвай курсує між селом і печерою
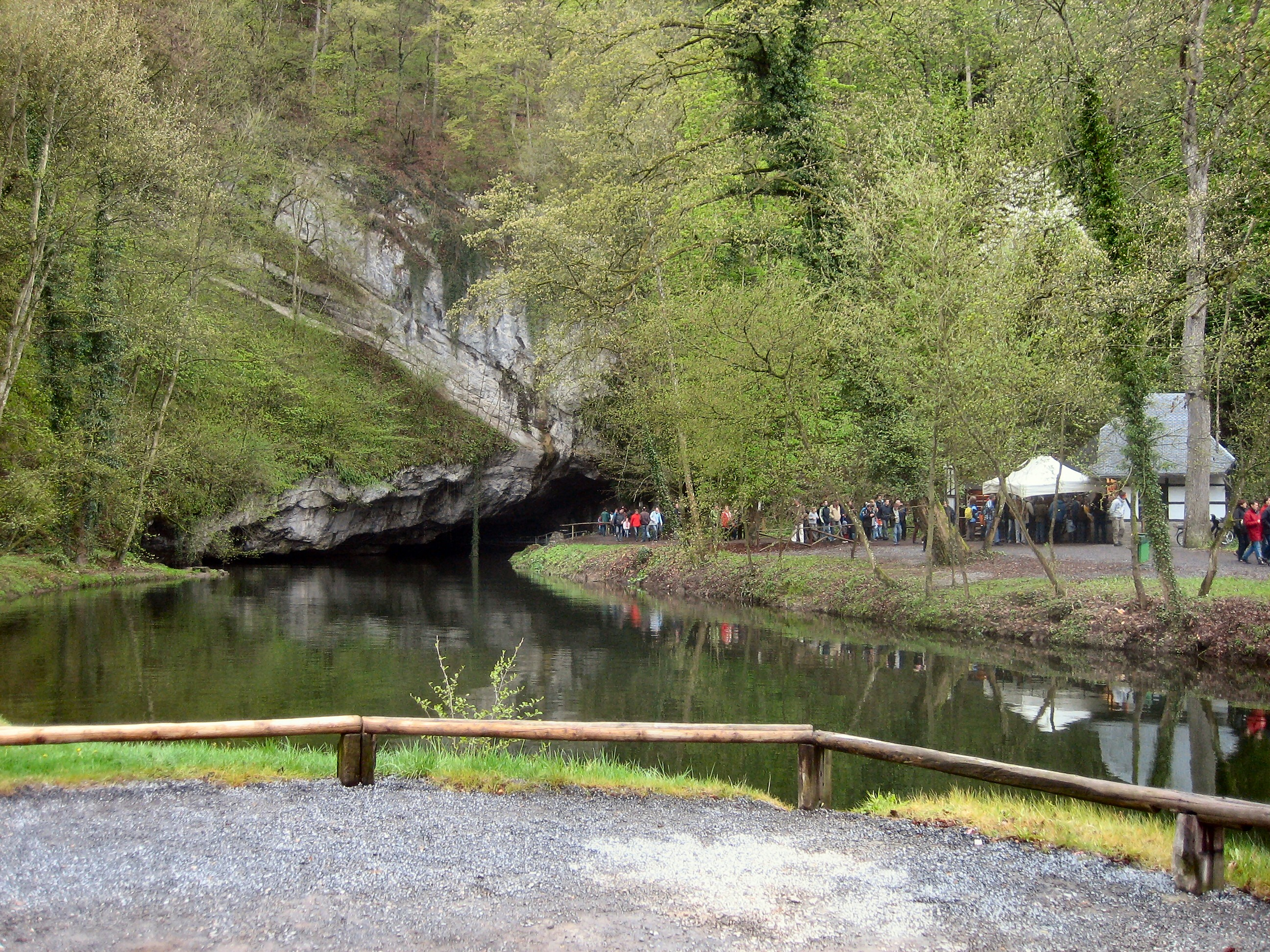
На виході з печери
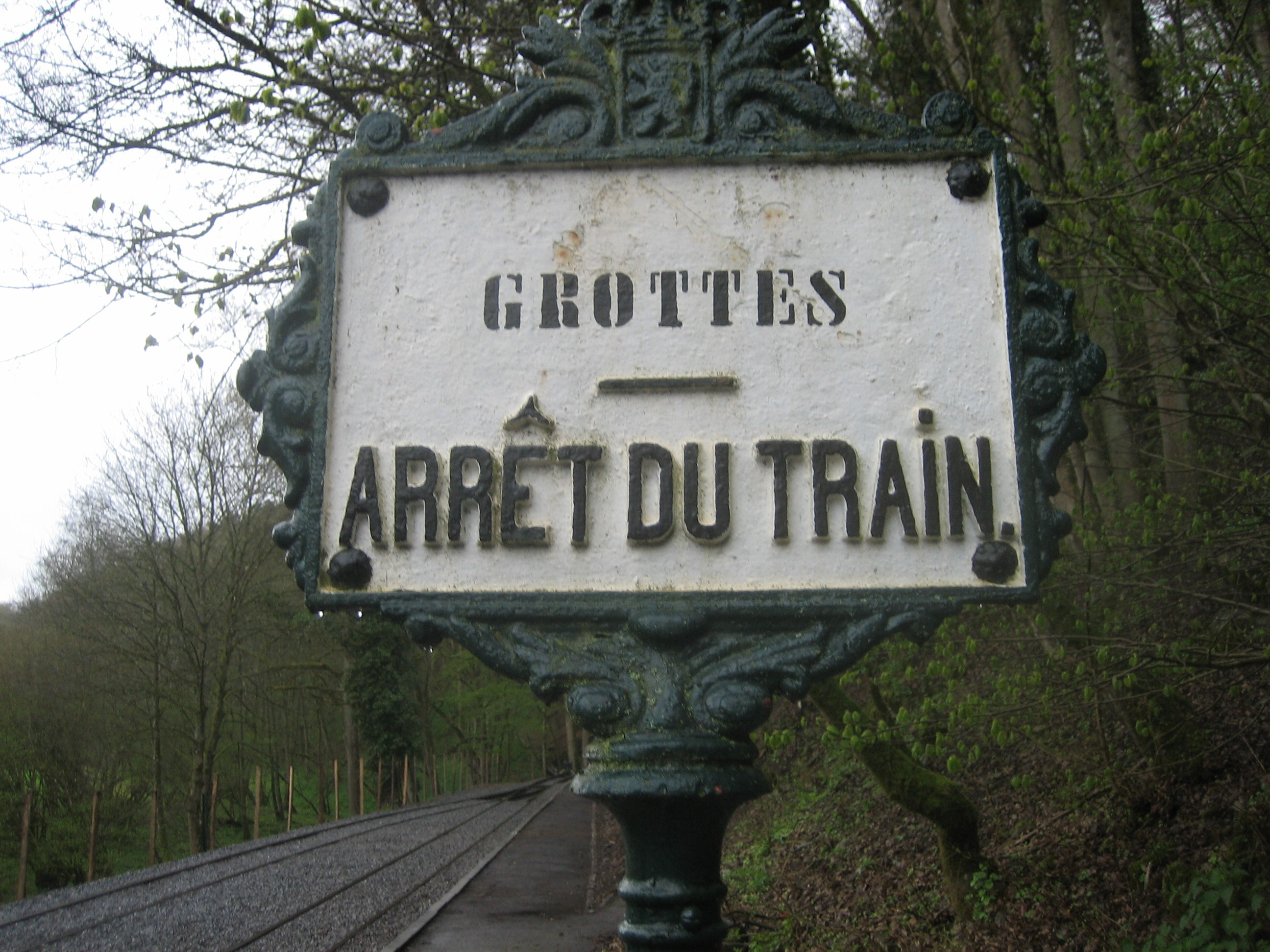
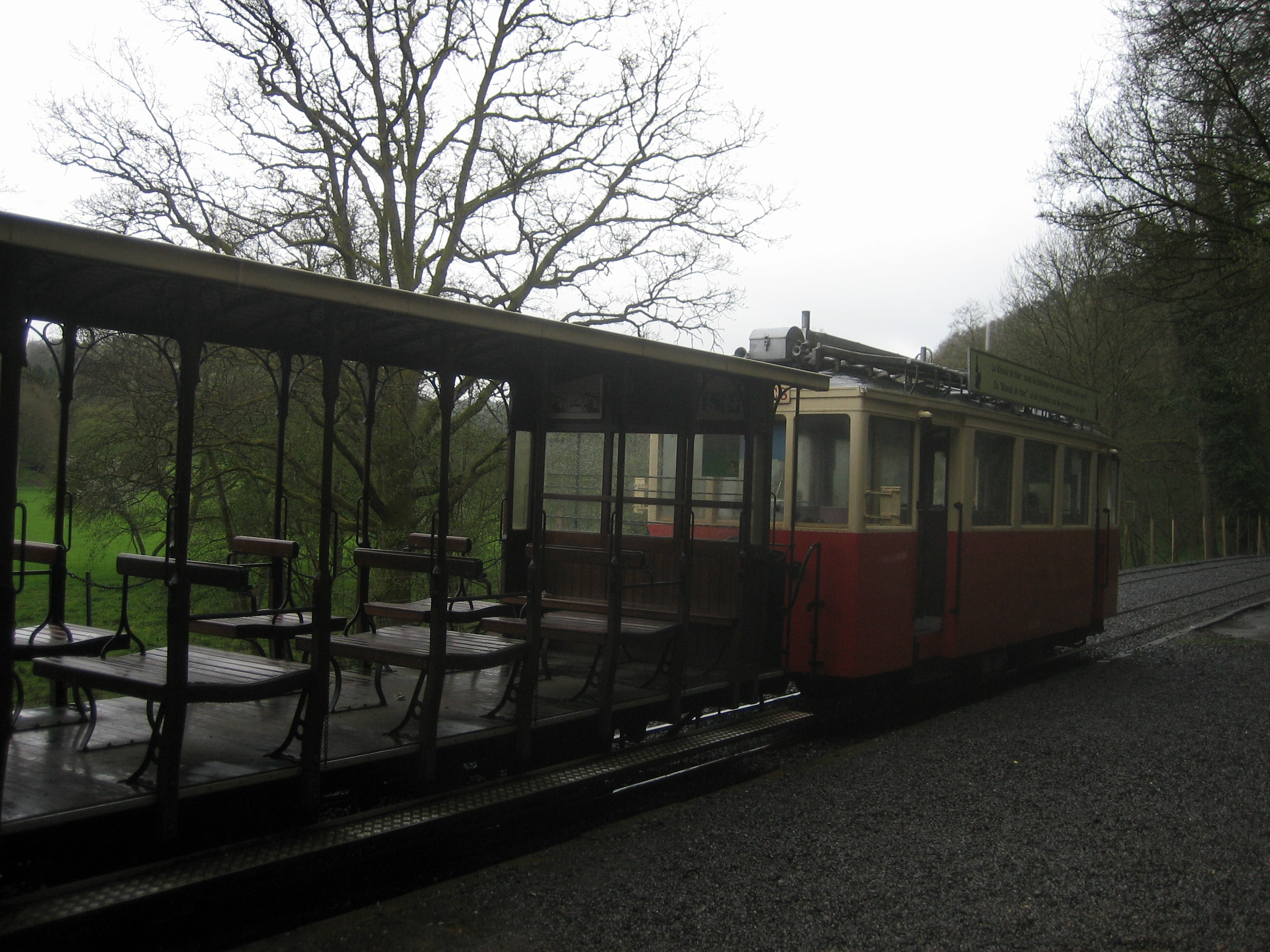
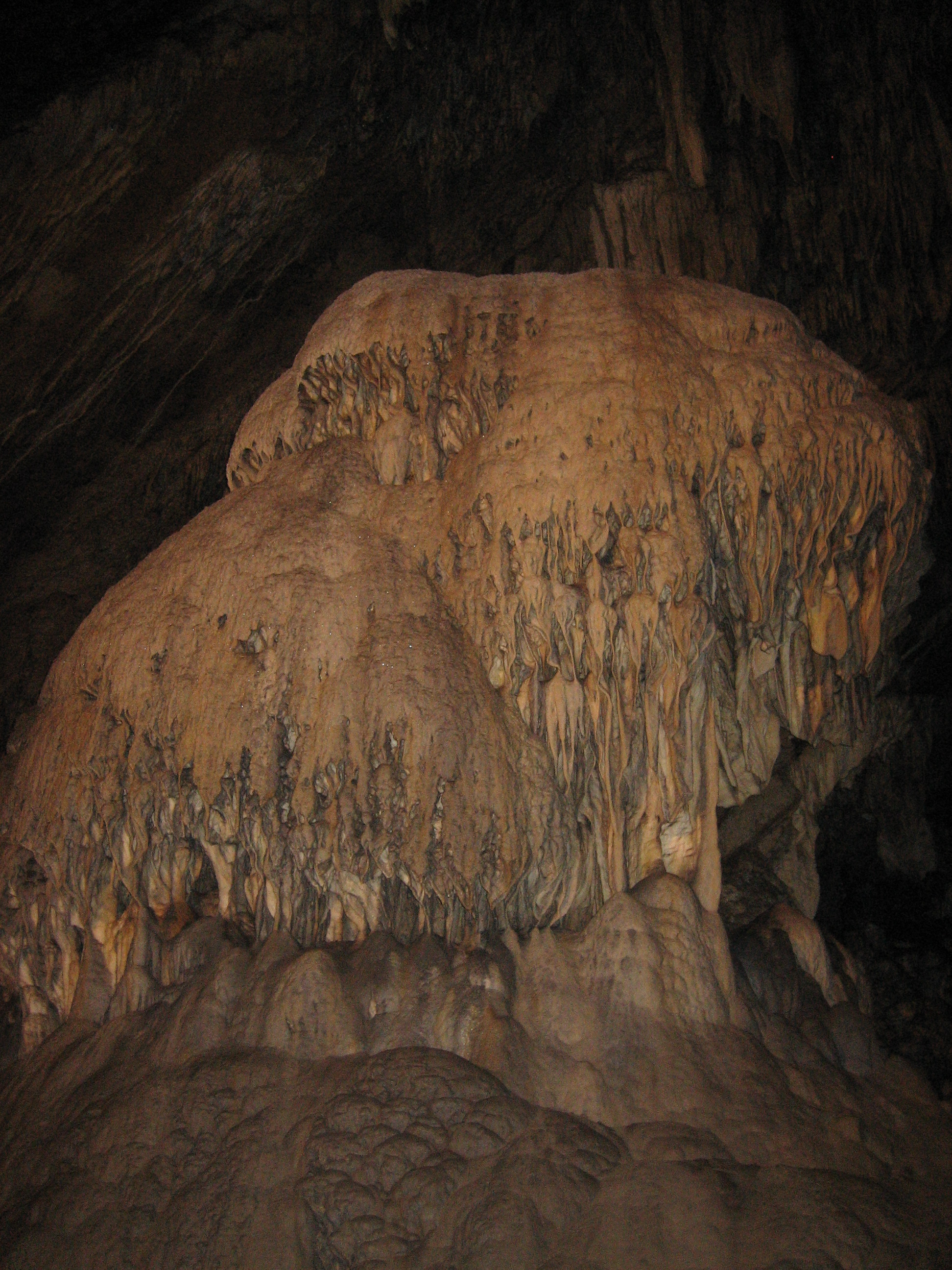
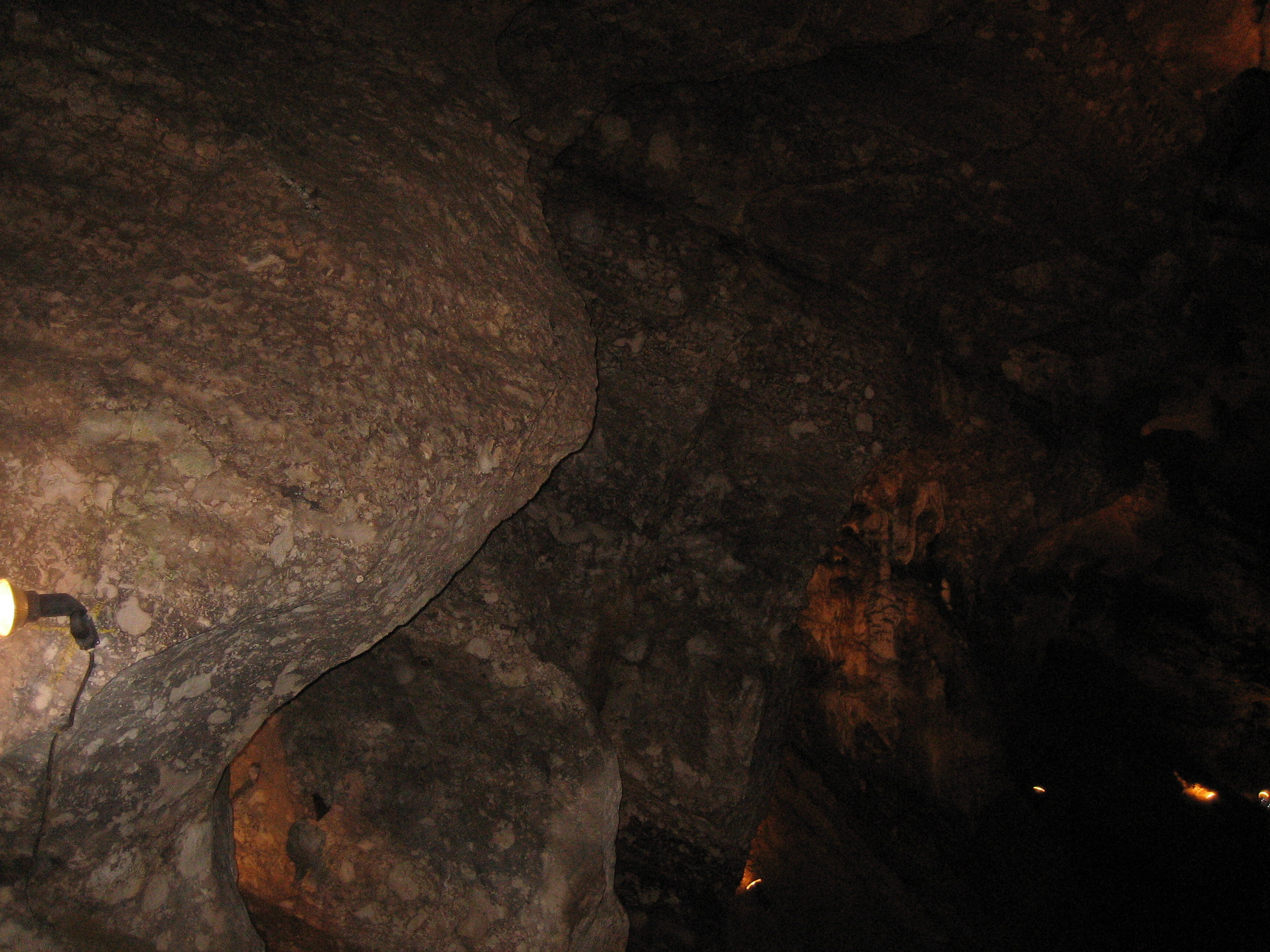
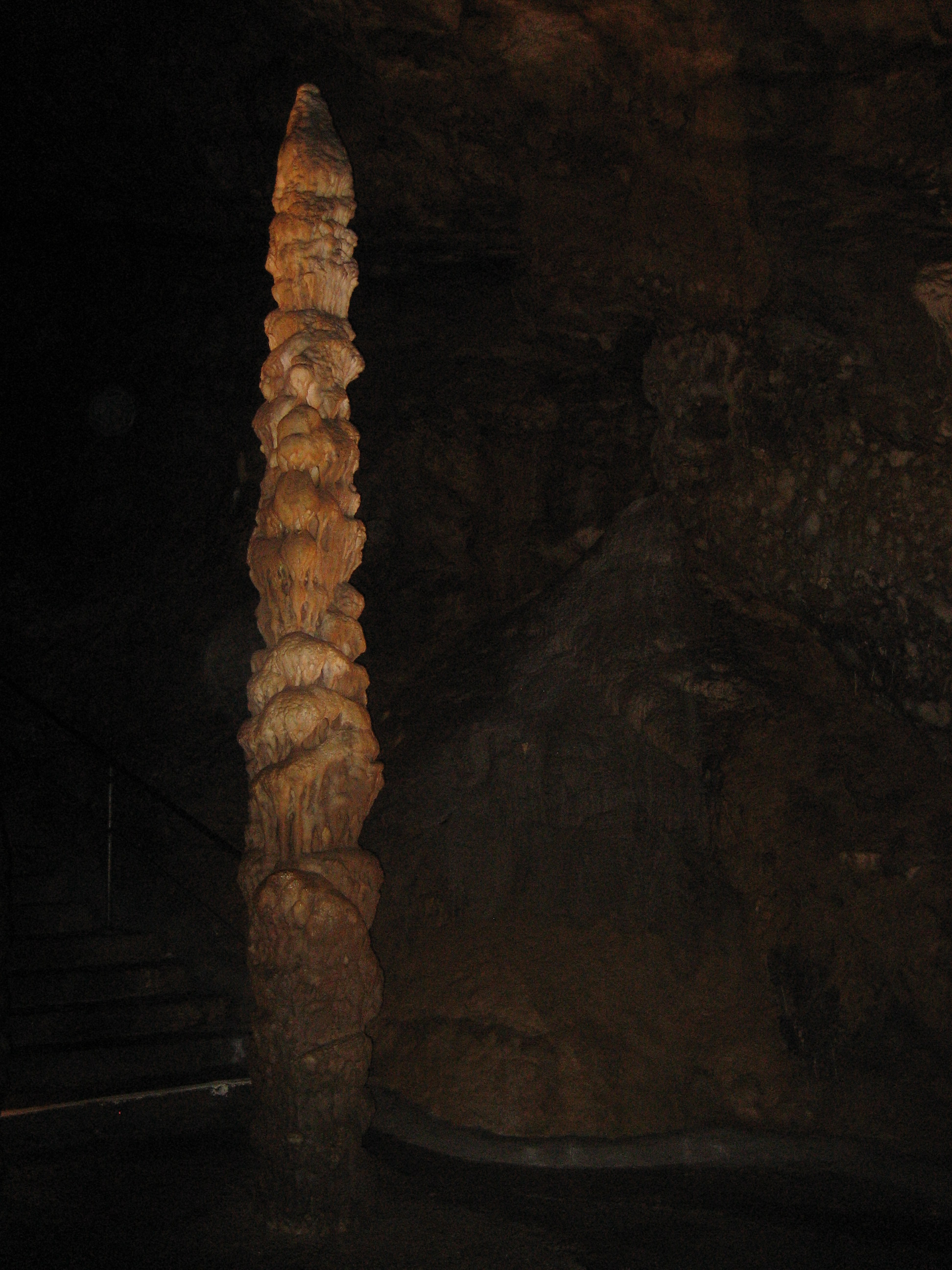
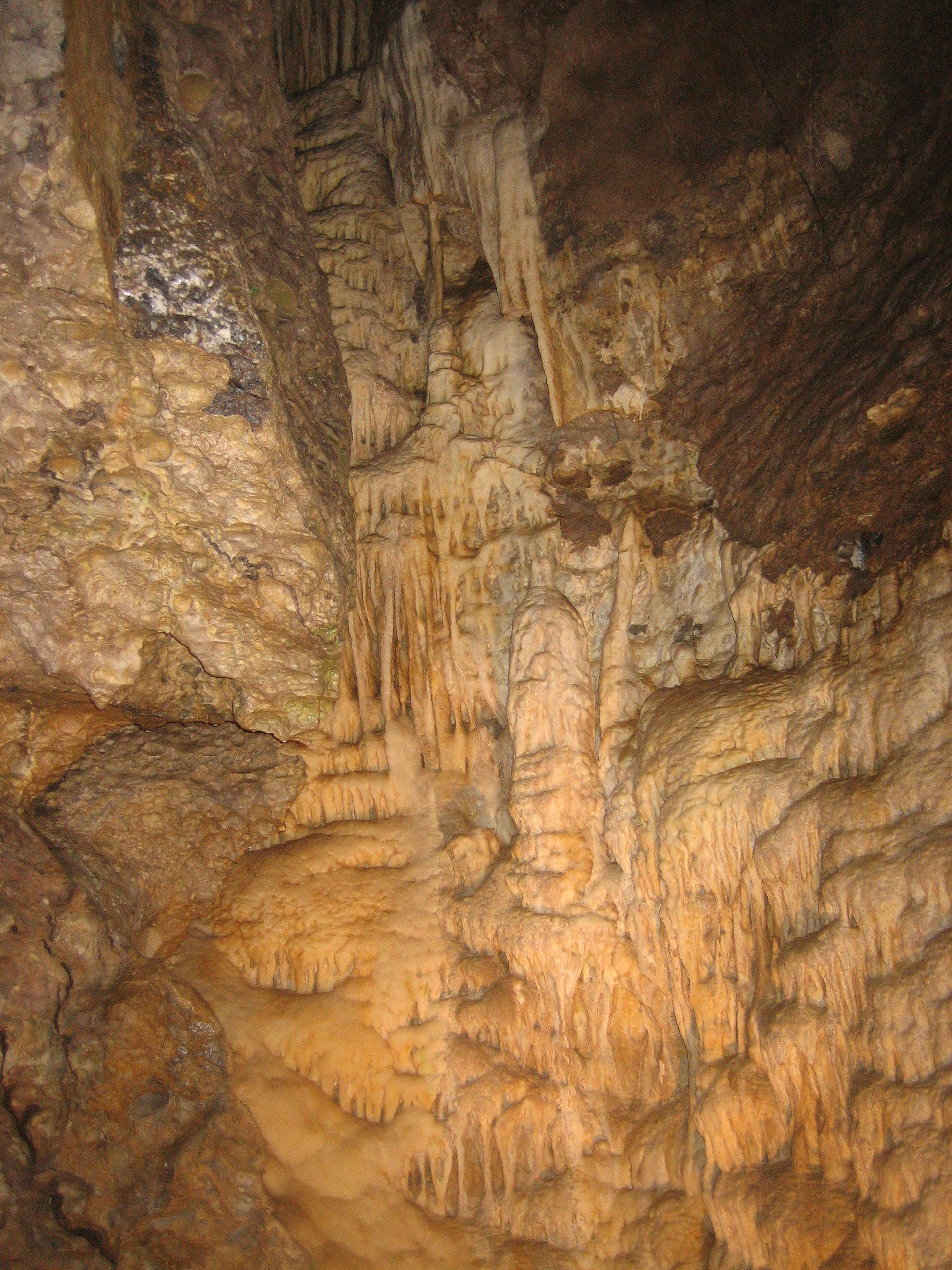
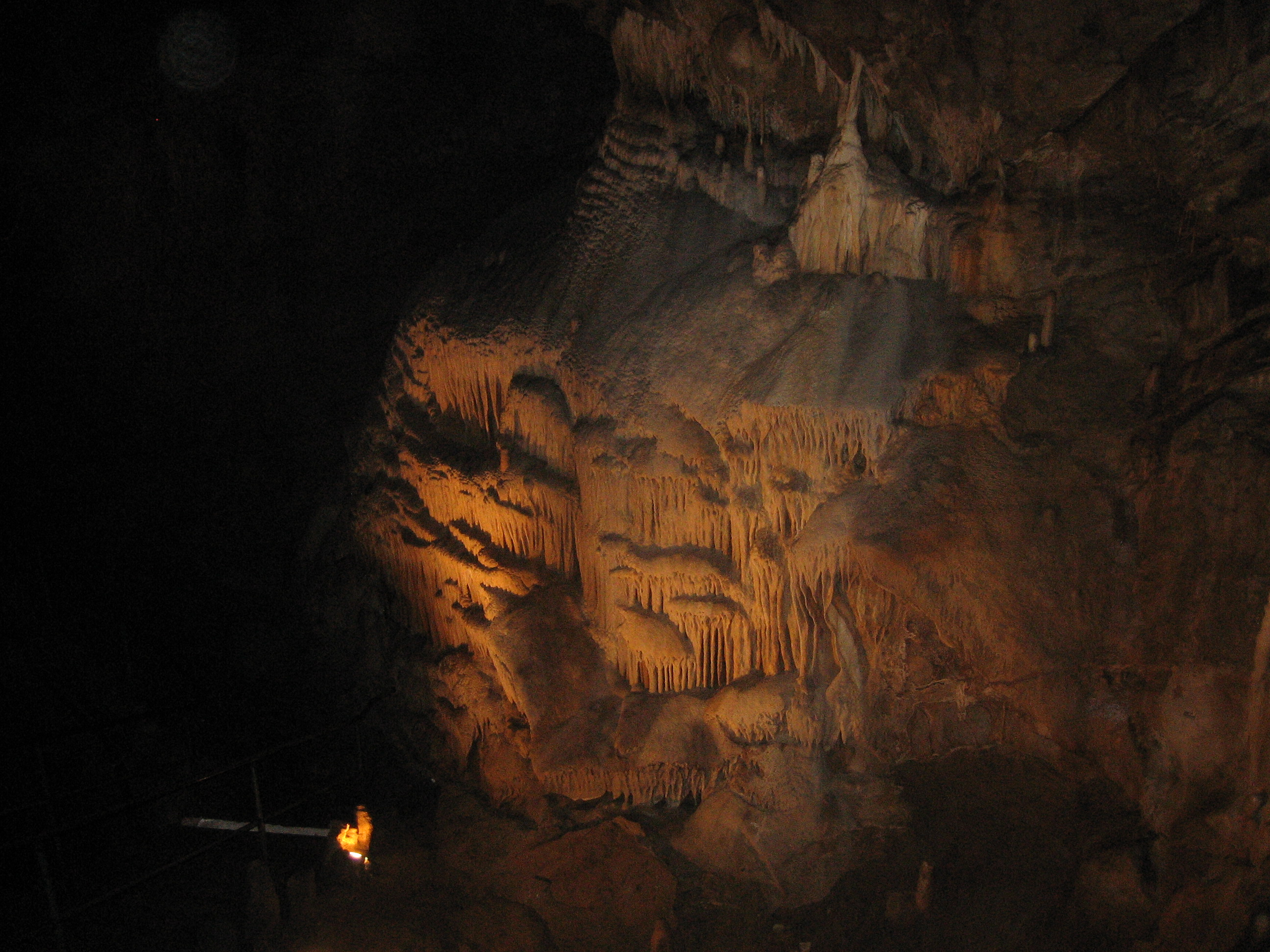
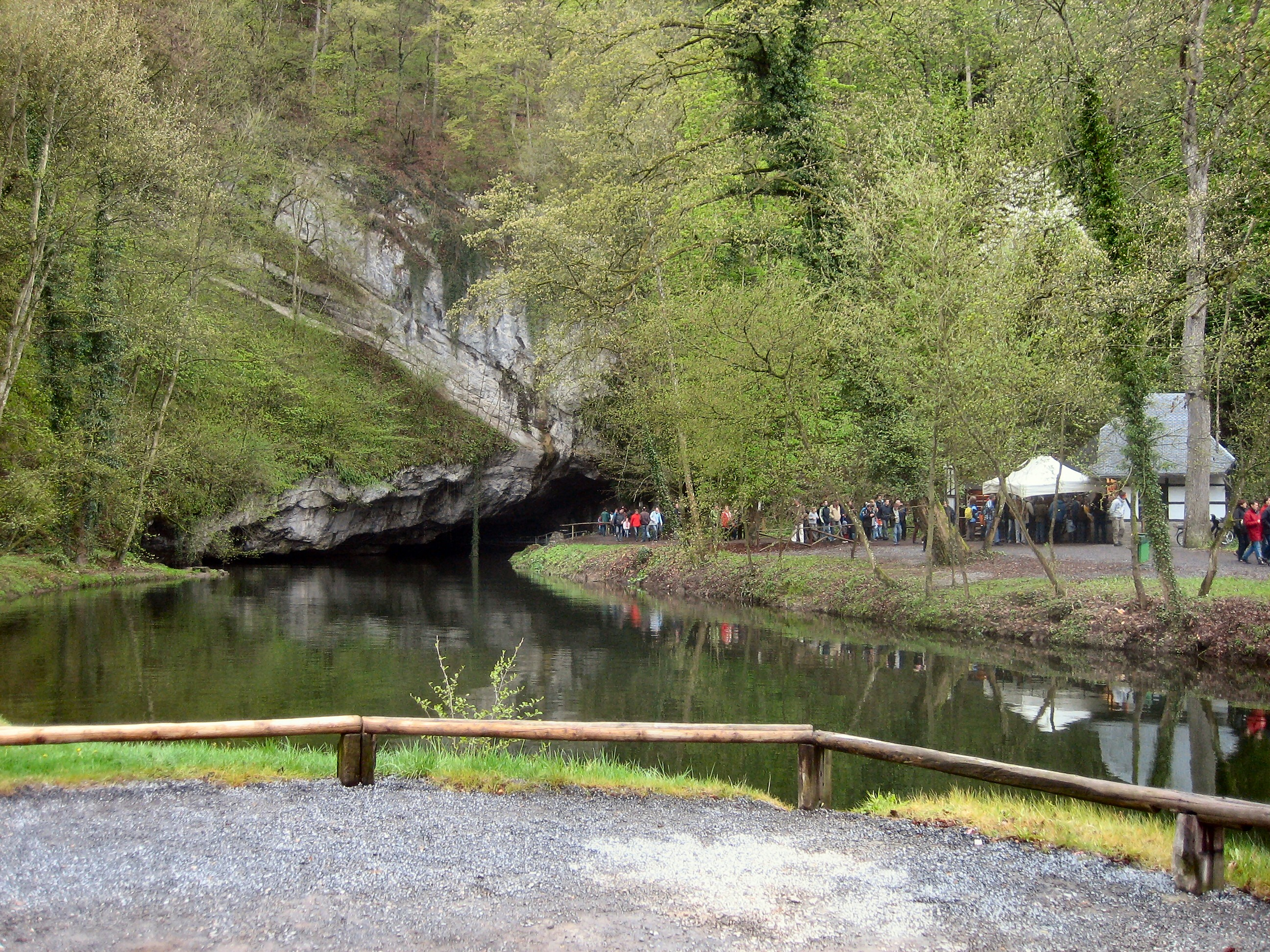